# Ruiya
Ruiya é uma vila no distrito de North 24 Parganas, no estado indiano de Bengala Ocidental.

## Demografia
Segundo o censo de 2001, Ruiya tinha uma população de 10 703 habitantes. Os indivíduos do sexo masculino constituem 52% da população e os do sexo feminino 48%. Ruiya tem uma taxa de literacia de 65%, superior à média nacional de 59,5%: a literacia no sexo masculino é de 71% e no sexo feminino é de 58%. Em Ruiya, 12% da população está abaixo dos 6 anos de idade.